# ココノオビアルマジロ
ココノオビアルマジロ（学名：Dasypus novemcinctus）は、北米大陸南部から南米大陸にかけて生息するアルマジロの一種である。アルマジロ科で最も広範囲に生息している。ココノオビアルマジロの祖先は南米で進化し、パナマ地峡が成立してから北米大陸へと進出してきた。
ココノオビアルマジロは主に夜行性で、単独で生息する動物である。また、成熟して熱帯多雨林から草原と乾燥草原等の多くの生息地で確認できる。食虫動物であり、餌として、主にアリやシロアリ、その他の小型の無脊椎動物を捕食する。天敵として ジャガー、ピューマ、コヨーテ、オオカミ、タテガミオオカミ、アメリカクロクマ、ヤブイヌがいる。
ココノオビアルマジロは川で泳ぐ際の浮力を得るために腸を空気で膨らませることが出来る唯一の動物である。最大で6分間呼吸を止めたまま川底を走ることができる。また、垂直に90-120cm（3-4フィート）の跳躍をすることができる。
一度に一卵性の四つ子を産む。1つの受精卵から2個以上の胚が生じる多胚生殖という現象であり、他の動物の一卵性双生児などと同様の現象だが、偶発的でなく確実に多胚化するのは哺乳類ではココノオビアルマジロのみである。
正常体温が30-35度と低体温であるゆえに、らい菌に対し極めて高い感受性があるとされている。1971年にらい菌に対する感受性があることが明らかになって以降、ココノオビアルマジロはハンセン病の研究に用いられてきたが、1976年、突然変異により胸腺を欠いて免疫不全に陥ったヌードマウスに感染・発症することが明らかになり、現在の研究は主に当該マウスで行われるようになった。

## 亜種
- Dasypus novemcinctus aequatorialis Lönnberg, 1913
- Dasypus novemcinctus fenestratus Peters, 1864
- Dasypus novemcinctus hoplites G.M. Allen, 1911
- Dasypus novemcinctus mexianae Hagmann, 1908
- Dasypus novemcinctus mexicanus Peters, 1864
- Dasypus novemcinctus novemcinctus Linnaeus, 1758